# Lukáš Vondráček
Lukáš Vondráček (Opava, 21 oktober 1986) is een Tsjechisch pianist. Hij won in mei 2016 de eerste prijs in de Koningin Elisabethwedstrijd voor piano.

## Biografie
Lukas Vondráčeks ouders, beiden professionele pianisten, merkten zijn muzikale begaafdheid al op vanaf de leeftijd van twee jaar. Hij gaf zijn eerste concert op vierjarige leeftijd. In 2002 trad hij op voor een groot publiek met het Tsjechisch Filharmonisch Orkest en pianovirtuoos Vladimir Ashkenazy. Hij volgde les in de Wiener Hochschule (Oostenrijk), de Muziekacademie van Katowice (Polen) en het New England Conservatory van Boston (Verenigde Staten) in de klas van Chen Hung-kuan.
Gevraagd naar zijn drijfveer om begeesterd met muziek bezig te zijn zegt hij Muziek is voor mij zoals het leven zelf. Muziek is alles: hemel en hel, het mooie en het duistere. Een muzikant moet al die verschillende emoties proberen te begrijpen en recepten te vinden om die te verklanken.

## Onderscheidingen
- 2001: Hanno R. Ellenbogen Award
- 2009: Raymond E. Buck Discretionary Award
- 2010: Eerste Prijs in de Hilton Head International Competition
- 2016: Eerste Prijs in de Koningin Elisabethwedstrijd voor piano